# Rose-Adélaïde Ducreux
Rose-Adélaïde Ducreux, född 1761, född 1802, var en fransk målare och musiker. Hon var dotter och elev till målaren Joseph Ducreux. 
Hon deltog i ett flertal uppmärksammade utställningar mellan 1786 och 1799. Hon signerade inte sina målningar och de har därför ofta felaktigt attribuerats åt andra personer. De av hennes målningar som identifierats är ofta porträtt av kvinnor. 
En erkänd musiker och knuten till musikern Méhul komponerade hon 1801 nästan hela partituren av Irato ou l'Eporté. 
Hon gifte sig 1802 med François-Jacques Lequoy de Montgiraud och flyttade till Saint-Domingue, där hon avled i gula febern samma år. 